# Acanthopsoides molobrion
Acanthopsoides molobrion е вид лъчеперка от семейство Cobitidae. Видът не е застрашен от изчезване.

## Разпространение и местообитание
Разпространен е в Индонезия (Калимантан и Суматра), Малайзия (Западна Малайзия, Сабах и Саравак) и Тайланд.
Обитава сладководни басейни и реки.

## Описание
На дължина достигат до 4,5 cm.